# L'Éclatante Victoire de Sarrebrück
L'Éclatante Victoire de Sarrebrück est un poème d'Arthur Rimbaud écrit en 1870.
Le manuscrit autographe, daté d'octobre 1870, est conservé à la British Library. Il a fait partie des poèmes remis à Paul Demeny et donc de ce qui est appelé le Cahier de Douai. 
L'Éclatante Victoire de Sarrebrück a été publié pour la première fois dans Reliquaire, poésies, L. Genonceaux, 1891.
Il s'agit d'un poème irrévérencieux qui caricature Napoléon III et son armée, notamment sur la propagande bonapartiste autour de la modeste victoire des troupes françaises lors de la bataille de Sarrebrück, durant la guerre franco-prussienne de 1870.

## Contexte
Le 2 août 1870, la France remporte la bataille de Sarrebruck, simple accrochage avec l'armée prussienne. Cette issue victorieuse sans aucun intérêt militaire a été transformé en fait d'armes par la propagande française.
Le poème d'Arthur Rimbaud fait référence à une « gravure belge brillamment coloriée » qui « se vend à Charleroi 35 centimes », et est daté d'« octobre 70 ». Argüant que la « gravure belge brillamment coloriée » célébrant l'événement n'a pu être mise en vente qu'immédiatement après la victoire, puisque les défaites qui l'ont suivi très tôt l'aurait rendue obsolète, Marcel Ruff conclut que la mention d'« octobre 70 » ne renverrait qu'à la date de transcription du sonnet et que celui-ci aurait été écrit dans la première quinzaine d'août 1870. Steve Murphy conteste cette interprétation dans la mesure où Rimbaud se trouvait à Charleville à ce moment-là, et n'est venu à Charleroi pour la première fois qu'à la fin du mois d'août, avant d'y repasser en octobre. Murphy ajoute que rien ne prouve que le poème ait été écrit dès la vente de l'image.